# Port lotniczy Bolonia

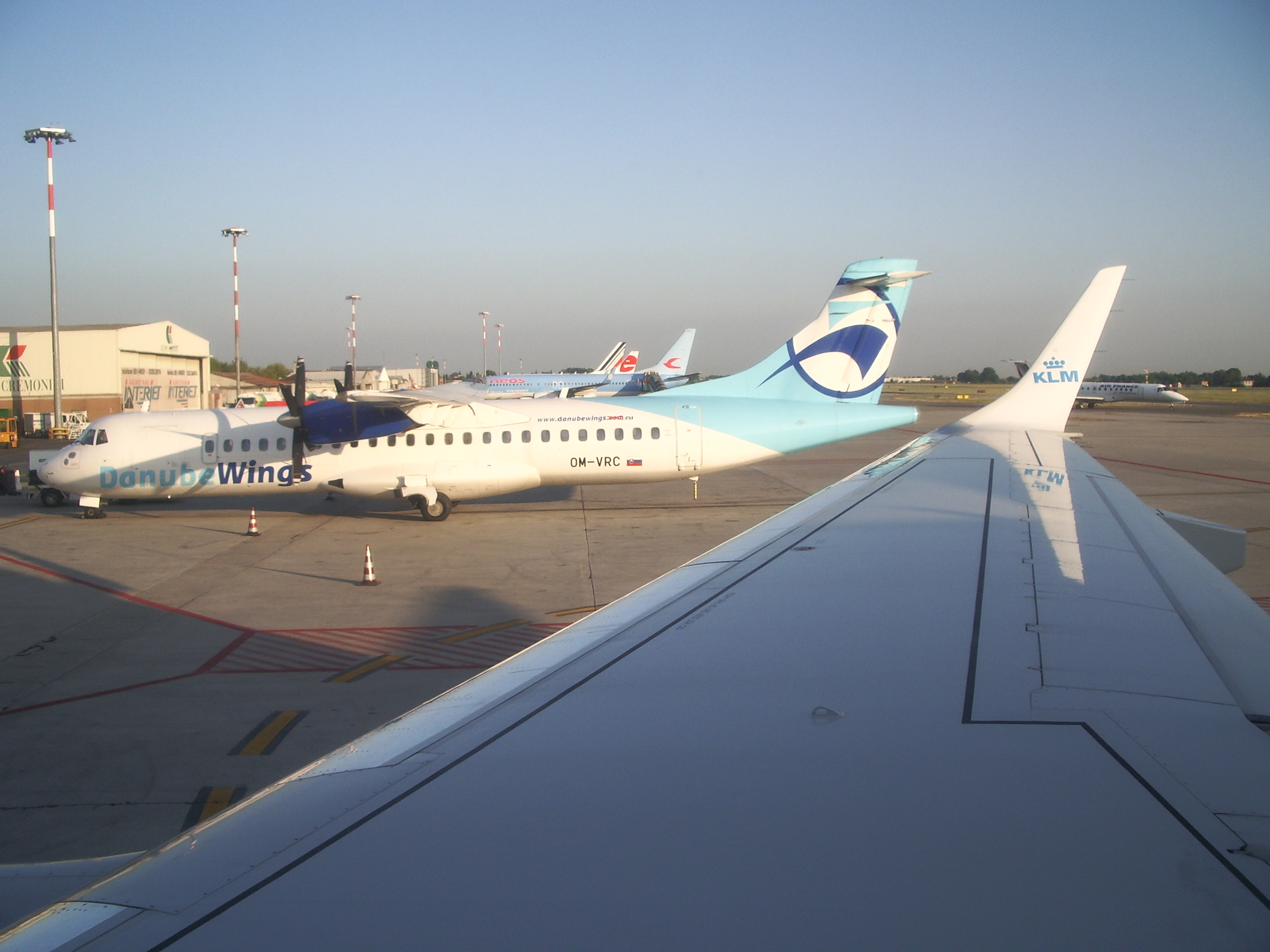
ATR 72 OM-VRC na płycie Portu lotniczego Bolonii

Port lotniczy Bolonia – międzynarodowy port lotniczy położony 6 km na północ od Bolonii, w regionie Emilia-Romania, we Włoszech.

## Linie lotnicze i połączenia
| Linia Lotnicza                | Kierunek |
| ----------------------------- | --- |
| Aegean Airlines               | 1. Ateny |
| Aeroitalia                    | Sezonowo: 1. Comiso |
| Air Albania                   | Sezonowo: 1. Tirana |
| Air Arabia Maroc              | 1. Casablanca |
| Air Cairo                     | 1. Kair 2. Luksor 3. Szarm el-Szejk |
| Air Dolomiti                  | 1. Monachium |
| Air France                    | 1. Paryż-Charles de Gaulle |
| Air Nostrum                   | Sezonowe czartery: 1. Palma de Mallorca |
| Air Serbia                    | 1. Belgrad |
| Austrian Airlines             | 1. Wiedeń |
| Bees Airlines                 | 1. Kiszyniów |
| British Airways               | 1. Londyn-Heathrow |
| Brussels Airlines             | 1. Bruksela |
| Dan Air                       | 1. Bacău |
|                               | |
| Emirates                      | 1. Dubaj |
| Eurowings                     | 1. Kolonia/Bonn 2. Düsseldorf |
| Finnair                       | Sezonowo: 1. Helsinki |
| FlyOne                        | 1. Kiszyniów |
| HiSky                         | 1. Kiszyniów |
| Iberia                        | 1. Madryt |
| ITA Airways                   | 1. Rzym-Fiumicino |
| KLM                           | 1. Amsterdam |
| Lufthansa                     | 1. Frankfurt |
| Luxair                        | 1. Luksemburg |
| Neos                          | 1. Marsa Alam 2. Szarm el-Szejk 3. Teneryfa-Południe Sezonowo: 1. Cagliari 2. Fuerteventura 3. Heraklion 4. Ibiza 5. Karpathos 6. Kos 7. Menorka 8. Mykonos 9. Olbia 10. Rodos |
| Norwegian Air Shuttle         | Sezonowo: 1. Kopenhaga 2. Oslo-Gardermoen |
| Nouvelair                     | 1. Tunis |
| Pegasus Airlines              | 1. Stambuł-Sabiha Gökçen |
| Play                          | Sezonowo: 1. Reykjavík-Keflavík |
| Royal Air Maroc               | 1. Casablanca |
| Ryanair                       | 1. Alghero 2. Amman 3. Ateny 4. Barcelona 5. Bari 6. Paryż-Beauvais 7. Berlin 8. Billund 9. Brindisi 10. Bukareszt 11. Budapeszt 12. Cagliari 13. Katania 14. Bruksela-Charleroi 15. Kolonia/Bonn 16. Kopenhaga 17. Crotone 18. Dublin 19. Edynburg 20. Eindhoven 21. Fez 22. Fuerteventura 23. Gran Canaria 24. Kraków 25. Lamezia Terme 26. Lanzarote 27. Lizbona 28. Londyn-Luton 29. Londyn-Stansted 30. Madryt 31. Malaga 32. Malta 33. Manchester 34. Marsylia 35. Olbia 36. Palermo 37. Porto 38. Reggio Calabria 39. Santander 40. Santiago de Compostela 41. Sewilla 42. Sofia 43. Sztokholm-Arlanda 44. Tel Awiw 45. Teneryfa-Południe 46. Saloniki 47. Tirana 48. Trapani 49. Walencja 50. Wiedeń 51. Warszawa-Chopin 52. Wrocław 53. Saragossa Sezonowo: 1. Alicante 2. Chania 3. Korfu 4. Heraklion 5. Ibiza 6. Kos 7. Menorka 8. Mykonos 9. Palma de Mallorca 10. Praga 11. Preweza 12. Rodos 13. Tuluza 14. Zadar |
| SAS                           | 1. Kopenhaga Sezonowo: 1. Sztokholm-Arlanda |
| Swiss International Air Lines | 1. Zurych |
| TAP Portugal                  | 1. Lizbona |
| Transavia                     | Sezonowo: 1. Eindhoven |
| TUI fly Belgium               | 1. Marrakesz |
| Tunisair                      | 1. Tunis |
| Turkish Airlines              | 1. Stambuł |
| Twin Jet                      | 1. Lyon |
| Volotea                       | Sezonowo: 1. Olbia |
| Vueling Airlines              | 1. Barcelona 2. Paryż-Orly |
| Wizz Air                      | 1. Bukareszt 2. Katania 3. Kluż-Napoka 4. Krajowa 5. Jassy 6. Skopje 7. Sofia 8. Timișoara 9. Tirana 10. Warszawa-Chopin |